# Agua de Lluvia
Agua de Lluvia är en ort i Mexiko.   Den ligger i kommunen Huautla de Jiménez och delstaten Oaxaca, i den sydöstra delen av landet, 280 km sydost om huvudstaden Mexico City. Agua de Lluvia ligger 1 779 meter över havet och antalet invånare är 242.
Terrängen runt Agua de Lluvia är kuperad norrut, men söderut är den bergig. Runt Agua de Lluvia är det ganska glesbefolkat, med 36 invånare per kvadratkilometer. Närmaste större samhälle är Huautla de Jiménez, 3,1 km norr om Agua de Lluvia. I omgivningarna runt Agua de Lluvia växer i huvudsak städsegrön lövskog.